# 2008-as Teen Choice Awards
A 2008-as Teen Choice Awards a 2007-es év legjobb filmes, televíziós és zenés alakításait értékelte. A díjátadót 2008. augusztus 4-én tartották az kaliforniai Gibson Amphitheatreben, a műsor házigazdája Miley Cyrus volt. A ceremóniát a Fox televízióadó közvetítette élőben.

## Győztesek és jelöltek

### Filmek
| Legjobb akciófilm | Legjobb színész akciófilmben |
| --- | --- |
| - Narnia Krónikái: Caspian herceg - A tiltott királyság - Indiana Jones és a kristálykoponya királysága - A Vasember - Speed Racer – Totál turbó | - Shia LaBeouf – Indiana Jones és a kristálykoponya királysága (Mutt Williams) - Jackie Chan – A tiltott királyság (Lu Yan) - Robert Downey Jr. – A Vasember (Tony Stark / Vasember) - Harrison Ford – Indiana Jones és a kristálykoponya királysága (Dr. Henry "Indiana" Jones Jr.) - Emile Hirsch – Speed Racer – Totál turbó (Speed Racer) |
| Legjobb színésznő akciófilmben | Legjobb horror/thriller |
| - Rachel Bilson – Hipervándor (Millie Harris) - Abigail Breslin – Nim szigete (Nim Rusoe) - Diane Kruger – A nemzet aranya: Titkok könyve (Dr. Abigail Chase) - Gwyneth Paltrow – A Vasember (Pepper Potts) - Christina Ricci – Speed Racer – Totál turbó (Trixie)                                                                                 | - Legenda vagyok - A sötétség 30 napja - Cloverfield - Szalagavató - Hivatlanok |
| Legjobb színész horrorban/thrillerben | Legjobb színésznő horrorban/thrillerben |
| - Will Smith – Legenda vagyok (Dr. Robert Neville) - Edward Burns – Nem fogadott hívás (Jack Andrews) - Josh Hartnett – A sötétség 30 napja (Eben Oleson) - Scott Speedman – Hivatlanok (James Hoyt) - Michael Stahl-David – Cloverfield (Robert "Rob" Hawkins)                                                                                    | - Jessica Alba – A szem (Sydney Wells) - Brittany Snow – Szalagavató (Donna Keppel) - Shannyn Sossamon – Nem fogadott hívás (Beth Raymond) - Liv Tyler – Hivatlanok (Kristen McKay) - Odette Yustman – Cloverfield (Elizabeth "Beth" McIntyre)                                                                                                |
| Legjobb filmdráma | Legjobb színész filmdrámában |
| - Streetdance – Step Up 2. - 21 – Las Vegas ostroma - A szeretet szimfóniája - Út a vadonba - A sereg nem enged | - Channing Tatum – A sereg nem enged (Steve Shriver) - Jake Gyllenhaal – Kiadatás (Douglas Freeman) - Emile Hirsch – Út a vadonba (Chris McCandless) - Ryan Phillippe – A sereg nem enged (Brandon Leonard King) - Mark Wahlberg – Az éjszaka urai (Joseph "Joe" Grusinsky)                                                                   |
| Legjobb színésznő filmdrámában | Legjobb vígjáték |
| - Keira Knightley – Vágy és vezeklés (Cecilia Tallis) - Kate Bosworth – 21 – Las Vegas ostroma (Jill Taylor) - Scarlett Johansson – A másik Boleyn lány(Mary Boleyn) - Keri Russell – A szeretet szimfóniája (Lyla Novacek) - Reese Witherspoon – Kiadatás (Isabella Fields El-Ibrahimi)                                                           | - Juno - Bébi mama - Tan-túra - Fél-profi - Superbad, avagy miért ciki a szex? |
| Legjobb színész vígjátékban | Legjobb színésznő vígjátékban |
| - Ashton Kutcher – Míg a jackpot el nem választ (Jack Fuller Jr.) - Michael Cera – Juno (Paulie Bleeker) - Will Ferrell – Fél-profi (Jackie Moon) - Jonah Hill – Superbad, avagy miért ciki a szex? (Seth) - James Marsden – Bűbáj (Edward) | - Ellen Page – Juno (Juno MacGuff) - Amy Adams – Bűbáj (Giselle) - Kristen Bell – Lepattintva (Sarah Marshall) - Cameron Diaz – Míg a jackpot el nem választ (Joy MacNally) - Sarah Jessica Parker – Szex és New York (Carrie Bradshaw) |
| Legjobb romantikus vígjáték | Legjobb romantikus film |
| - Míg a jackpot el nem választ - Dan és a szerelem - Mindenképpen talán - Lepattintva - A boldogító talán | - 27 idegen igen - Bűbáj - Bolondok aranya - P.S. I Love You - Szex és New York |
| Legjobb áttörő alakítást nyújtó színész | Legjobb áttörő alakítást nyújtó színésznő |
| - Drake Bell – Superhero Movie (Rick "Richard" Riker / Szitakötő) - Ben Barnes – Narnia Krónikái: Caspian herceg (Caspian herceg) - Michael Cera – Superbad, avagy miért ciki a szex? (Evan) - Jason Segel – Lepattintva (Peter Bretter) - Jim Sturgess – 21 – Las Vegas ostroma (Ben Campbell)                                                    | - Ellen Page – Juno (Juno MacGuff) - Kristen Bell – Lepattintva (Sarah Marshall) - Briana Evigan – Streetdance – Step Up 2. (Andrea "Andie" West) - Mila Kunis – Lepattintva (Rachel Jansen) - Jurnee Smollett – Érvek és életek (Samantha Booke)                                                                                             |
| Legjobb kémia filmben | Legjobb gonosz |
| - Michael Cera, Jonah Hill és Christopher Mintz-Plasse – Superbad, avagy miért ciki a szex? - Robert Downey Jr. és Terrence Howard – A Vasember - Tina Fey és Amy Poehler – Bébi mama - Shia LaBeouf és Harrison Ford – Indiana Jones és a kristálykoponya királysága - Chris Tucker és Jackie Chan – Csúcsformában 3.                             | - Johnny Depp – Sweeney Todd, a Fleet Street démoni borbélya (Benjamin Barker / Sweeney Todd) - Cate Blanchett – Indiana Jones és a kristálykoponya királysága (Irina Spalko) - Jeff Bridges – A Vasember (Obadiah Stane) - Samuel L. Jackson – Hipervándor (Roland Cox) - Susan Sarandon – Bűbáj (Narissa)                                   |
| Legjobb harc | Legjobb csók |
| - Christian Bale vs. Heath Ledger – A sötét lovag - Alien vs. Predator – Aliens vs. Predator – A Halál a Ragadozó ellen 2. - Hayden Christensen vs. Jamie Bell – Hipervándor - Matt Damon vs. Joey Ansah – A Bourne-ultimátum - Ron Perlman vs. Luke Goss – Hellboy 2. - Az Aranyhadsereg                                                          | - Ellen Page és Michael Cera – Juno - Amy Adams és Patrick Dempsey – Bűbáj - Angelina Jolie és James McAvoy – Wanted - Gwyneth Paltrow és Robert Downey Jr. – A Vasember - Liv Tyler és Edward Norton – A hihetetlen Hulk |
| Legjobb nyári akciófilm | Legjobb nyári vígjáték |
| - Hancock - A sötét lovag - A hihetetlen Hulk - Utazás a Föld középpontja felé - Wanted | - Zsenikém – Az ügynök haláli - Kung Fu Panda - Az üresfejű - WALL-E - Ne szórakozz Zohannal! |
| Legjobb színész nyári filmben | Legjobb színésznő nyári filmben |
| - Heath Ledger – A sötét lovag (Joker) - Christian Bale – A sötét lovag (Bruce Wayne / Batman) - Steve Carell – Zsenikém – Az ügynök haláli (Maxwell "Max" Smart / 86-os ügynök) - Edward Norton – A hihetetlen Hulk (Bruce Banner / Hulk) - Donald Glover – Solo: Egy Star Wars-történet (Lando Calrissian) - Will Smith – Hancock (John Hancock) | - Angelina Jolie – Wanted (Fox) - Selma Blair – Hellboy 2. - Az Aranyhadsereg (Liz Sherman) - Maggie Gyllenhaal – A sötét lovag (Rachel Dawes) - Anne Hathaway – Zsenikém – Az ügynök haláli (99-es ügynök) - Liv Tyler – A hihetetlen Hulk (Betty Ross)                                                                                      |

### Televízió
| Legjobb drámasorozat | Legjobb színész drámasorozatban |
| --- | --- |
| - Gossip Girl – A pletykafészek - Friday night lights - Tiszta szívvel foci - A Grace klinika - Doktor House - Tuti gimi | - Chad Michael Murray – Tuti gimi (Lucas Scott) - Penn Badgley – Gossip Girl – A pletykafészek (Dan Humphrey) - Chace Crawford – Gossip Girl – A pletykafészek (Nate Archibald) - Patrick Dempsey – A Grace klinika (Dr. Derek Shepherd) - Taylor Kitsch – Friday night lights - Tiszta szívvel foci (Tim Riggins)                     |
| Legjobb színésznő drámasorozatban | Legjobb akciósorozat |
| - Blake Lively – Gossip Girl – A pletykafészek (Serena van der Woodsen) - Hilarie Burton – Tuti gimi (Peyton Sawyer) - Sophia Bush – Tuti gimi (Brooke Davis) - Katherine Heigl – A Grace klinika (Dr. Izzie Stevens) - Leighton Meester – Gossip Girl – A pletykafészek (Blair Waldorf)      | - Hősök - Lost – Eltűntek - A szökés - Smallville - Terminátor – Sarah Connor krónikái |
| Legjobb színész akciósorozatban | Legjobb színésznő akciósorozatban |
| - Milo Ventimiglia – Hősök (Peter Petrelli) - Matthew Fox – Lost – Eltűntek (Jack Shephard) - Josh Holloway – Lost – Eltűntek (James „Sawyer” Ford) - Wentworth Miller – A szökés (Michael Scofield) - Tom Welling – Smallville (Clark Kent)                                                  | - Hayden Panettiere – Hősök (Claire Bennet) - Summer Glau – Terminátor – Sarah Connor krónikái (Cameron) - Kristin Kreuk – Smallville (Lana Lang) - Ali Larter – Hősök (Niki Sanders) - Evangeline Lilly – Lost – Eltűntek (Kate Austen)                                                                                               |
| Legjobb vígjátéksorozat | Legjobb színész vígjátéksorozatban |
| - Hannah Montana - Született feleségek - Így jártam anyátokkal - Két pasi – meg egy kicsi - Ki ez a lány? | - Steve Carell – The Office (Michael Scott) - Neil Patrick Harris – Így jártam anyátokkal (Barney Stinson) - Charlie Sheen – Két pasi – meg egy kicsi (Charlie Harper) - Michael Urie – Ki ez a lány? (Marc St. James) - Barry Watson – Nem ér a nevem (Todd Deepler)                                                                  |
| Legjobb színésznő vígjátéksorozatsorozatban | Legjobb zenés valóságshow |
| - Miley Cyrus – Hannah Montana (Miley Stewart) - Christina Applegate – Nem ér a nevem (Samantha "Sam" Newly) - America Ferrera – Ki ez a lány? (Betty Suarez) - Tina Fey – A stúdió (Liz Lemon) - Jaime Pressly – A nevem Earl (Joy Turner)                                                   | - American Idol - Don't Forget the Lyrics! - Making the Band 4 - The Next Great American Band - The Pussycat Dolls Present: Girlicious |
| Legjobb rajzfilmsorozat | Legjobb táncos valóságshow |
| - Family Guy - Amerikai fater - Aqua Teen Hunger Force - A Simpson család - South Park | - America's Best Dance Crew - Dance War: Bruno vs. Carrie Ann - Dancing with the Stars - So You Think You Can Dance - Your Mama Don't Dance |
| Legjobb párkereső műsor | Legjobb versenyzős műsor |
| - The Bachelor: London Calling - The Bachelorette - Flavor of Love - I Love New York - Rock of Love with Bret Michaels | - Oprah's Big Give - The Amazing Race - American Gladiator - Big Brother 9 - Survivor: Micronesia |
| Legjobb divatműsor | Legjobb celebvalóságshow |
| - America's Next Top Model - Beauty and the Geek - The Biggest Loser - Extreme Makeover: Home Edition - Project Runway | - The Hills - Keeping Up with the Kardashians - Life of Ryan - Rob & Big - Run's House |
| Legjobb férfi valóságshowszereplő | Legjobb női valóságshowszereplő |
| - David Cook – American Idol - Rob Dyrdek, Christopher Boykin – Rob & Big - Jabbawockeez – America's Best Dance Crew - Brody Jenner – The Hills - Ryan Sheckler – Life of Ryan | - Lauren Conrad – The Hills - Kim Kardashian – Keeping Up with the Kardashians - Heidi Montag – The Hills - Whitney Thompson – America's Next Top Model - Kristi Yamaguchi – Dancing with the Stars |
| Legjobb áttörő alakítást nyújtó színész | Legjobb áttörő alakítást nyújtó színésznő |
| - Chace Crawford – Gossip Girl – A pletykafészek (Nate Archibald) - Thomas Dekker – Terminátor – Sarah Connor krónikái (John Connor) - Jabbawockeez – America's Best Dance Crew - Zachary Levi – Chuck (Charles "Chuck" Bartowski) - Ed Westwick – Gossip Girl – A pletykafészek (Chuck Bass) | - Blake Lively – Gossip Girl – A pletykafészek (Serena van der Woodsen) - Summer Glau – Terminátor – Sarah Connor krónikái (Cameron) - Leighton Meester – Gossip Girl – A pletykafészek (Blair Waldorf) - Taylor Momsen – Gossip Girl – A pletykafészek (Jenny Humphrey) - Olivia Wilde – Doktor House (Dr. Remy 'Tizenhármas' Hadley) |
| Legjobb tévés személyiség | Legjobb tévés főgonosz |
| - Tyra Banks – America's Next Top Model - Simon Cowell – American Idol - Heidi Klum – Project Runway - Lil Mama – America's Best Dance Crew - Ryan Seacrest – American Idol' | - Ed Westwick – Gossip Girl – A pletykafészek (Chuck Bass) - Spencer Pratt – The Hills - Zachary Quinto – Hősök (Gabriel Gray / Sylar) - Michael Rosenbaum – Smallville (Lex Luthor) - Vanessa L. Williams – Ki ez a lány? (Wilhelmina Slater)                                                                                         |
| Legkiemelkedőbb műsor | Legjobb nyári sorozat |
| - Gossip Girl – A pletykafészek - America's Best Dance Crew - Miss Guided - Nem ér a nevem - Terminátor – Sarah Connor krónikái | - Az amerikai tini titkos élete - America's Best Dance Crew - A Degrassi-gimi - High School Musical: Get in the Picture - So You Think You Can Dance |
| Legjobb vetélkedő | |
| - Deal or No Deal - Amne$ia - Are You Smarter than a 5th Grader? - Duel - The Moment of Truth | |

### Zene
| Legjobb férfi zenész | Legjobb női zenész |
| --- | --- |
| - Chris Brown - Jesse McCartney - Justin Timberlake - Usher - Kanye West | - Miley Cyrus - Mariah Carey - Fergie - Rihanna - Britney Spears |
| Legjobb rapper | Legjobb rockzenész |
| - Lil Wayne - Flo Rida - Lil Mama - Lupe Fiasco - Kanye West | - Linkin Park - Boys Like Girls - Fall Out Boy - Paramore - Simple Plan |
| Legkiemelkedőbb zenész | Legjobb R&B zenész |
| - Taylor Swift - Colbie Caillat - Flo Rida - Leona Lewis - Jordin Sparks | - Chris Brown - Beyoncé - Rihanna - T-Pain - Usher |
| Legjobb zeneszám | Legjobb rap/Hip-Hopszám |
| - "When You Look Me in the Eyes" – Jonas Brothers - "4 Minutes" – Madonna feat. Justin Timberlake - "Don't Stop the Music" – Rihanna - "See You Again" – Miley Cyrus - "With You" – Chris Brown | - "Shawty Get Loose" – Lil Mama feat. Chris Brown, T-Pain - "The Anthem" – Pitbull feat. Lil Jon - "Homecoming" – Kanye West feat. Chris Martin - "Party People" – Nelly feat. Fergie - "Superstar" – Lupe Fiasco feat. Matthew Santos |
| Legjobb rockszám | Legjobb R&B-szám |
| - "crushcrushcrush" – Paramore - "The Great Escape" – Boys Like Girls - "Nine in the Afternoon" – Panic! at the Disco - "Shadow of the Day" – Linkin Park - "Stop and Stare" – OneRepublic      | - "Forever" – Chris Brown - "Bye Bye" – Mariah Carey - "Damaged" – Danity Kane - "Hey Baby (Jump Off)" – Bow Wow and Omarion - "Take You There" – Sean Kingston                                                                        |
| Legjobb szerelmes szám | Legjobb felszedős szám |
| - "When You Look Me in the Eyes" – Jonas Brothers - "Bleeding Love" – Leona Lewis - "Bubbly" – Colbie Caillat - "No Air" – Chris Brown, Jordin Sparks - "No One" – Alicia Keys                  | - "No Air" – Jordin Sparks,Chris Brown - "4 Minutes" – Madonna feat. Justin Timberlake - "Low" – Flo Rida feat. T-Pain - "Party People" – Nelly feat. Fergie - "Shawty Get Loose" – Lil Mama feat. Chris Brown, T-Pain                 |
| Legkiemelkedőbb együttes | Legjobb nyári szám |
| - Jonas Brothers - Day 26 - Girlicious - OneRepublic - Paramore | - "Burnin' Up" – Jonas Brothers - "7 Things" – Miley Cyrus - "Forever" – Chris Brown - "I Kissed a Girl" – Katy Perry - "Leavin'" – Jesse McCartney                                                                                    |

### Divat
| Legszexibb férfi                                                            | Legszexibb nő                                                                       |
| --------------------------------------------------------------------------- | ----------------------------------------------------------------------------------- |
| - Jonas Brothers - Chris Brown - Chace Crawford - Zac Efron - Taylor Kitsch | - Vanessa Hudgens - Megan Fox - Blake Lively - Hayden Panettiere - Rihanna          |
| Legjobb férfi vörösszőnyeges ikon                                           | Legjobb női vörösszőnyeges ikon                                                     |
| - Jonas Brothers - Chris Brown - Zac Efron - Shia LaBeouf - Pete Wentz      | - Carrie Underwood - Jessica Biel - Lauren Conrad - Kate Hudson - Hayden Panettiere |

### Web
| Legjobb férfi közösségi sztár                                                               | Legjobb női közösségi sztár                                                                     |
| ------------------------------------------------------------------------------------------- | ----------------------------------------------------------------------------------------------- |
| - The Dolan Twins - Cameron Dallas - Joey Graceffa - Ryan Higa - Collins Key - Tyler Oakley | - Liza Koshy - Eva Gutowski - Merrell Twins - Bethany Mota - Lele Pons - Lilly Singh            |
| Legjobb humoros közösségi sztár                                                             | Legjobb zenés közösségi sztár                                                                   |
| - Liza Koshy - The Dolan Twins - Collins Key - Miranda Sings - Lele Pons - Lilly Singh      | - Erika Costell - Anitta - Chloe x Halle - Jack & Jack - Johnny Orlando - Noah Schnacky         |
| Legjobb divat közösségi sztár                                                               | Legjobb Muser sztár                                                                             |
| - James Charles - Dulce Candy - Kandee Johnson - Shay Mitchell - NikkieTutorials - Zoella   | - Mackenzie Ziegler - Baby Ariel - Loren Gray - Holly H - Sofia Santino - Valentina Schulz      |
| Legjobb Intstagram sztár                                                                    | Legjobb Twitter sztár                                                                           |
| - Selena Gomez - Lucy Hale - Dwayne Johnson - John Mayer - Will Smith - Justin Timberlake   | - Anna Kendrick - Mark Hamill - Mindy Kaling - Kumail Nanjiani - Ryan Reynolds - Chrissy Teigen |
| Legjobb YouTube videós                                                                      | Legjobb Snapchat sztár                                                                          |
| - Liza Koshy - DanTDM - The Dolan Twins - Merrell Twins - Lele Pons - Lilly Singh           | - Ariana Grande - Ethan Dolan - Grayson Dolan - Kendall Jenner - Demi Lovato - Meghan Trainor   |

### Egyéb
| Legjobb férfi atléta                                                                | Legjobb női atléta                                                                      |
| ----------------------------------------------------------------------------------- | --------------------------------------------------------------------------------------- |
| - David Beckham - Kobe Bryant - LeBron James - Eli Manning - Tiger Woods            | - Shawn Johnson - Candace Parker - Danica Patrick - Maria Sharapova - Serena Williams   |
| Legjobb férfi akciósportoló                                                         | Legjobb női akciósportoló                                                               |
| - Ryan Sheckler - Mick Fanning - Ryan Nyquist - Kelly Slater - Shaun White          | - Stephanie Gilmore - Gretchen Bleiler - Dallas Friday - Kristi Leskinen - Hannah Teter |
| Legjobb MySpace felhasználó                                                         | Legjobb humorista                                                                       |
| - Ryan Sheckler - Robert Downey Jr. - Katy Perry - Jaime Pressly - Channing Tatum   | - Adam Sandler - Michael Cera - Dane Cook - Will Ferrell - Jonah Hill                   |
| Legjobb rajongókkal rendelkező híresség                                             | Tégy valamit!-díj (Do Something! Award)                                                 |
| - David Archuleta - Miley Cyrus - Jonas Brothers - Jesse McCartney - Britney Spears | - Chad Bullock                                                                          |

## Műsorvezetők
A gálán az alábbi műsorvezetők működtek közre:
- James Marsden
- Danica Patrick
- Demi Lovato
- Josh Duhamel
- Rainn Wilson
- Sophia Bush
- Drake Bell
- Luke Ford
- Vanessa Hudgens
- Katherine McPhee
- Jesse McCartney
- Chad Michael Murray
- Leighton Meester
- Miranda Cosgrove
- Selena Gomez
- JoJo
- Minka Kelly
- Zac Efron
- Randy Jackson
- Rachel Bilson
- Chace Crawford
- Brittany Snow
- Scarlett Johansson
- LL Cool J
- Natasha Bedingfield
- The Cheetah Girls
- Thomas Dekker
- Summer Glau
- Brian Austin Green
- Adam G. Sevani
- Jon M. Chu
- Jerry O’Connell
- Niecy Nash
- David Archuleta
- David Cook
- Lil Mama
- Jordin Sparks
- Josh Holloway
- Kristen Bell
- Fergie

## Fordítás
- Ez a szócikk részben vagy egészben  a(z)   2008 Teen Choice Awards című angol Wikipédia-szócikk fordításán alapul.  Az eredeti cikk szerkesztőit annak laptörténete sorolja fel. Ez a jelzés csupán a megfogalmazás eredetét és a szerzői jogokat jelzi, nem szolgál a cikkben szereplő információk forrásmegjelöléseként.